# Lisa Nakamura
Lisa Nakamura, née en 1950, est une chercheuse et professeure américaine spécialiste des représentations raciales sur Internet et dans les médias numériques. Elle enseigne à l'université du Michigan, Ann Arbor,. 

## Éducation
Nakamura obtient un BA du Reed College et un doctorat en anglais du CUNY Graduate Center. 

## Carrière
Nakamura est directrice du programme des études asiatiques américaines, professeure au Digital Studies Institute de l'université du Michigan,, et à l'Université de l'Illinois à Urbana Champaign. Ses principaux domaines de contribution la mène à interroger les postulats raciaux et ethniques contenus dans les représentations de la race dans les médias numériques, en particulier dans la culture des jeux vidéo.  
Elle est l'autrice de Digitizing Race: Cultures of the Internet (2008), Cybertypes: Race, Ethnicity, and Identity on the Internet (2013) et co-éditrice de Race in Cyberspace (2013). Elle a également publié des articles dans Critical Studies in Media Communication, Cinema Journal, The Women's Review of Books, Camera Obscura et Iowa Journal of Cultural Studies. Nakamura travaille également sur les jeux de rôle en ligne multijoueurs, le travail transnational racialisé et le capital dit « avatarial » dans un monde « post-racial »,. 
Elle donne des cours concernant les personnes américaines d'origine asiatique et les médias, ainsi que des cours  sur la critique, l'histoire et la théorie des nouveaux médias,,. 
Elle est professeure d'études sur les médias et le cinéma, les études américaines d'origine asiatique et les études sur le genre et les femmes. Elle est membre du comité de rédaction du Journal of Asian Studies, Communication and Critical/Cultural Studies, Games and Culture et nouveaux médias et société,. Elle siège au conseil consultatif international de Signs: Journal de la femme dans la culture et la société.

## Publications

### Digitizing Race
Dans son premier livre Digitizing Race: Visual Cultures of the Internet, Nakamura traite des cultures visuelles sur Internet et du type d’informations recherchées en ligne. Elle s'intéresse à l'émergence et à la popularité des sites Web à caractère racial créés par et pour les personnes de couleur et à ce qu'elle appelle la « logique racio-visuelle d'Internet ». Selon Jessie Daniels du Hunter College de la l'Université de New York, le livre insiste sur le fait qu'Internet est une « technologie visuelle, un protocole permettant de visualiser qui est mis en réseau et construit avec des interfaces de telle façon qu'il produit un ensemble particulier de formations raciales ». De Facebook à YouTube, en passant par les avatars et les jeux vidéo, les représentations visuelles en ligne intègrent le moi incarné, sexué et racialisé,. 

### Race in Cyberspace
Selon Doris Witt, de l'Université de l'Iowa, le livre Race in Cyberspace, édité par Beth E. Kolko, Lisa Nakamura et Gilbert B. Rodman, traite des processus par lesquels la race est performée et actée par des consommateurs privilégiés du cyberespace plutôt que de la manière dont le cyberespace a été créé par et a contribué à reproduire une division mondiale du travail racialisée,. 

### Cybertypes: Race, Ethnicity and Identity sur Internet
Selon Samantha Blackmon de l'Université Purdue  le troisième livre de Nakamura, Cybertypes: Race, Ethnicity and Identity sur Internet, interroge la manière dont Internet façonne et modifie nos perceptions de la race, de l'ethnicité et de l'identité. Blackmon indique que Nakamura identifie les images d'identité raciale en ligne qui façonnent les perceptions spécifiques des cybertypes et explique comment ces cybertypes sont  déterminés et définis par les stéréotypes raciaux et ethniques déjà établis dans notre société actuelle,. 

## Groupes d'intérêts
- Membre du groupe d'étude UW-Madison Mellon sur la musique électronique: The subject of  Electronica, de 2002 à 2004.
- Membre de l'Association for Asian American Studies, depuis 1999.
- Membre de l'American Studies Association, depuis 1998.
- Membre de l'Association of Internet Researchers, depuis 2001.
- Membre de la Society for Cinema and Media Studies, depuis 2003.
- Membre de Console-ing Passions, depuis 2005[16].
- Membre du comité directeur de FemTechNet[17].
- Membre du Conseil des conseillers HASTAC[18],[19].